# Arabian Nights
Arabian Nights é um filme norte-americano de 1942, do gênero aventura, dirigido por John Rawlins e estrelado por Jon Hall e Maria Montez.
Foi o primeiro filme em Technicolor de três cores da Universal Pictures e o primeiro estrelado por Jon Hall, Maria Montez e Sabu.
O sucesso foi tão grande que levou a cinco outras sequências ambientadas em terras existentes apenas na cabeça dos roteiristas: Ali Baba and the Forty Thieves, Gypsy Wildcat, Sudan, White Savage e Cobra Woman, todos com a dupla Montez & Hall, sendo que os dois últimos também tiveram Sabu no elenco.
Shemp Howard, antes da fama como um d'Os Três Patetas, proporciona bons momentos de humor no papel do já aposentado Simbad, O Marinheiro.
A despeito do desdém da crítica de cinema, o filme recebeu quatro indicações ao Oscar.

## Sinopse
Xerazade conta a Kamar, irmão do califa Haroun-Al-Baschid, que as estrelas lhe garantiram que um dia ela ainda iria se casar com o califa de Bagdá. Kamar executa um golpe de estado e depõe Haroun, que, ferido, recebe a ajuda da companhia de [atores de Ahmad. Xerazade, que faz parte da trupe, trata dele sem reconhecê-lo. Kamar procura por ela e a vende como escrava, juntamente com todos seus companheiros. Prontos para fugir, ela se prontifica a envenenar o usurpador, porém Haroun ainda tem várias ponderações a fazer...

## Premiações
| Patrocinador                                  | Prêmio | Categoria | Situação |
| --------------------------------------------- | ------ | --- | -------- |
| Academia de Artes e Ciências Cinematográficas | Oscar  | Melhor Direção de Arte (em cores) Melhor Fotografia (em cores) Melhor Trilha Sonora Original Melhor Mixagem de Som | Indicado |

## Elenco
| Ator/Atriz                 | Personagem        |
| -------------------------- | ----------------- |
| Jon Hall                   | Haroun-Al-Baschid |
| Maria Montez               | Xerazade          |
| Sabu                       | Ali Ben Ali       |
| Leif Erickson              | Kamar             |
| Billy Gilbert              | Ahmad             |
| Edgar Barrier              | Nadan             |
| Shemp Howard               | Simbad            |
| Thomas Gomez               | Hakim             |
| Turhan Bey                 | Capitão da Guarda |
| Richard Lane               | Cabo              |
| John Qualen                | Aladim            |
| William 'Wee Willie' Davis | Valda             |
| Robert Greig               | Eunuco            |
| Charles Coleman            | Eunuco            |
| Harry Cording              | Ferreiro          |
| Elyse Knox                 | Escrava           |
| Acquanetta                 | Ishya             |